# Chiropodomys major
Chiropodomys major és una espècie de mamífer rosegador de la família dels múrids. És endèmica de la part malàisia de Borneo, on viu a altituds d'entre 900 i 1.500 msnm. Es tracta d'un animal arborícola. Els seus hàbitats naturals són els boscos i les zones costaneres adjacents. És una espècie en risc mínim, és a dir, no sembla que hi hagi cap amenaça significativa per a la seva supervivència. El seu nom específic, major, té el mateix significat en llatí que en català.